# Mini Israel

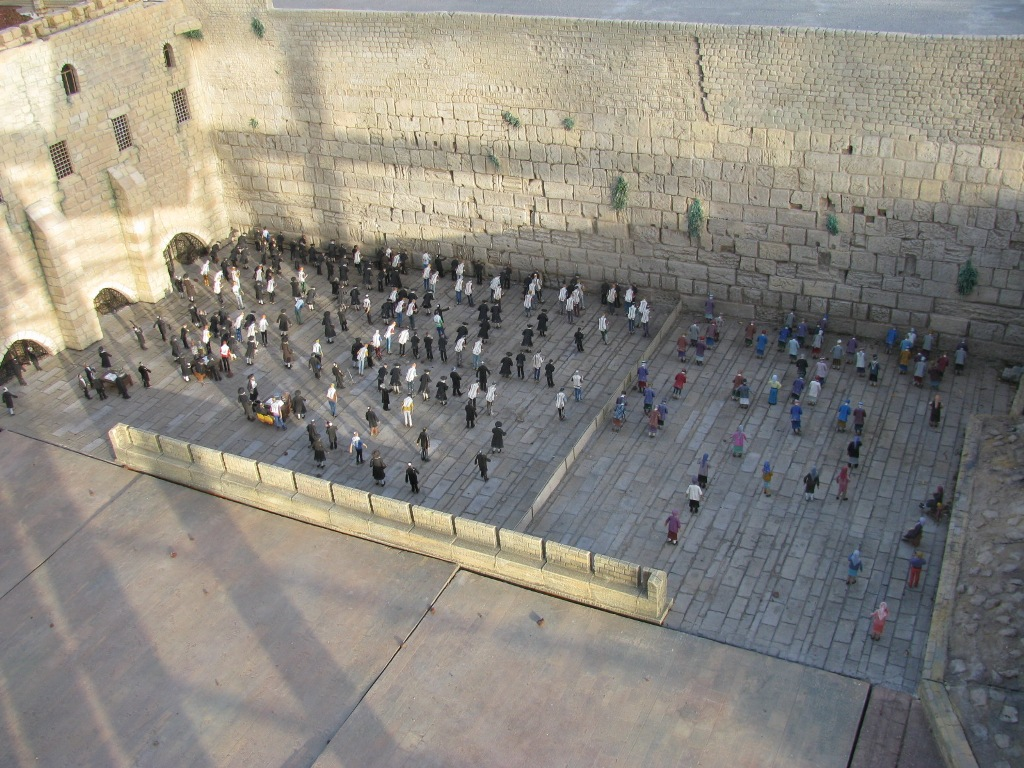

Mini Israel (hebreiska: מיני ישראל) är en miniatyrpark som ligger nära Latrun, Israel i Ayalon Valley. Den öppnade i november 2002 och innehåller ca 350 miniatyrmodeller av hundratals byggnader och sevärdheter i Israel, varav de flesta i skala 1:25.